# Mercedes-Benz Vario
În 1996, modelul T2 a fost modernizat și a primit numele de Vario, iar modelul T2 se trage la rândul său din modelul L. La camioanele noi a fost îmbunătățit interiorul, au primit motoare noi, un design exterior modificat precum și alte modificări. Vario este cel mai neobișnuit model din gama Mercedes-Benz, un model care combină o vizibilitate bună, confort, funcționalitate și o sarcină utilă de până la 4,4 tone și un volum de până la 17.4 m3. Acesta poate fi echipat cu mai multe tipuri de caroserie: dubă, microbuz, platformă de tractare, platformă basculantă, sau platformă cu cabină dublă. Există versiuni standard sau versiuni supra înălțate. Greutatea brută a autovehiculului  este de 3.5-8,2 tone, cu tracțiune 4x2 sau 4x4 și cu ampatament între 3150-4800 mm. La început au existat două tipuri de motoare diesel, cu 5 cilindri OM602LA (2874 cm3) și cu 4 cilindri OM904LA (4250 cm3), cu turbo și intercoler. Din Septembrie 2000 noile modele 618D/818D sunt echipate cu un motor turbodiesel de 4.2 litri, cu injecție directă și intercooler, cu o putere de 136 sau 150 CP și un cuplu de 675 Nm. Odată cu introducerea standardelor de mediu Euro 4, la Vario s-a început echiparea cu motoare seria BlueTec4, OM904LA, motoare supra alimentate și cu intercoler, motoare cu un volum de 4250 cm3 și cu o putere de 129, 156 sau 177 CP. Toate modelele 4x2 sunt echipate cu o cutie de viteză manuală cu 6 trepte de viteză, și mai târziu, ca o opțiune, a fost oferit un sistem automat cu 5 trepte. Petru condițiile de drum dificile versiunea cu tracțiune integrală poate fi oferită, care este echipată cu diferențial blocabil atât pe puntea față cât și pe puntea spate, iar modelele 814DA și 815DA au jumătăți de treapta. Toate variantele de Mercedes-Benz Vario sunt dotate cu suspensie pe arcuri cu foi parabolice, frane ventilate și servo direcție. Camioanele au frâne cu dublu circuit cu acționare hidraulică sau pneumatică, cu ABS și sisteme ALB.  Interiorul cabinei a primit un tablou de bord nou, un scaun pentru șofer ajustabil în toate direcțiile, izolare fonică îmbunătățită, un sistem de încălzire și ventilație nou, airbag pentru sofer și centură de siguranță în 3 puncte. 